# Acalypha depressinervia
Acalypha depressinervia là một loài thực vật có hoa trong họ Đại kích. Loài này được (Kuntze) K.Schum. mô tả khoa học đầu tiên năm 1901.